# Bases Loaded 3
Bases Loaded 3 (燃えプロ!'90感動編, Moe Pro! '90: Kandouhen au Japon) est un jeu vidéo de baseball sorti en 1990 sur Famicom au Japon et en 1991 sur NES aux États-Unis. Le jeu a été développé par TOSE et édité par Jaleco.